# Lista över spårvägsmuseer
Lista över spårvägsmuseer listar ett urval av spårvägsmuseer.

NZH transportmuseum, Haarlem

## Australien

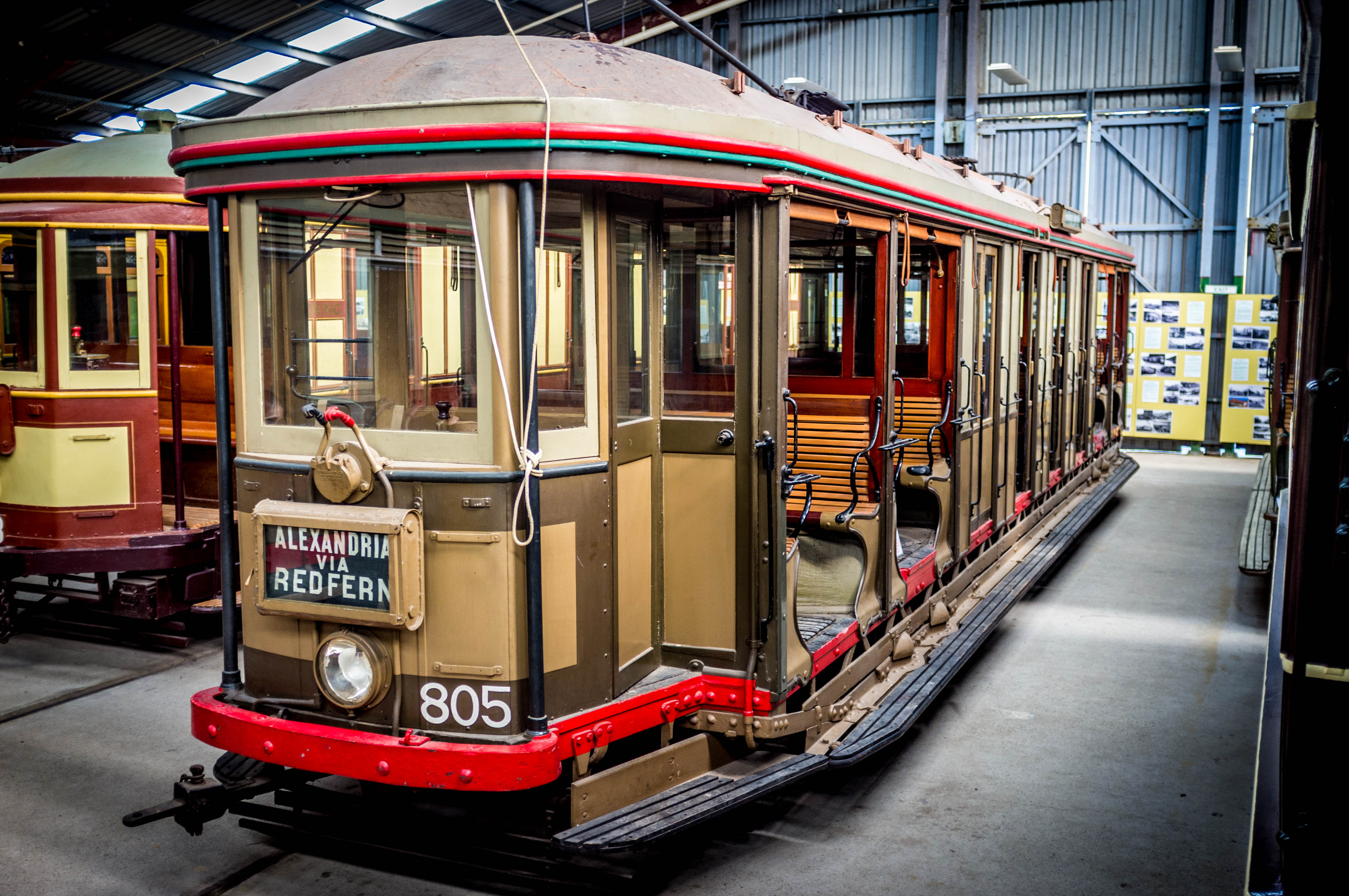
Sydney Tramway Museum

- Ballarat Tramway Museum, Ballarat, Victoria
- Brisbane Tramway Museum, Ferny Grove, Brisbane, Queensland
- Sydney Tramway Museum, Loftus, Sydney, New South Wales
- Tramway Museum, St Kilda, Adelaide

## Belgien

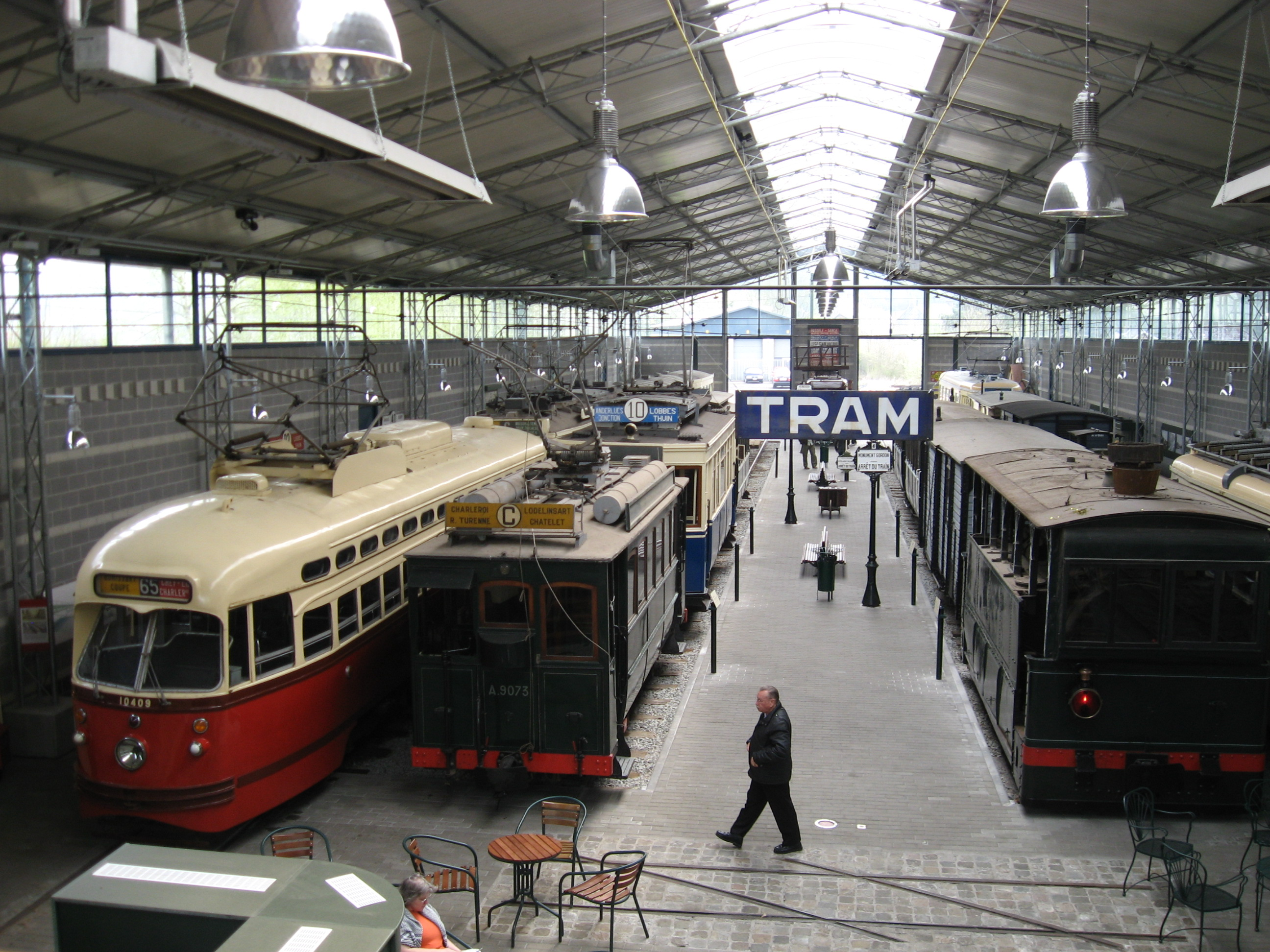
Trammuseum Thuin

- Musée du transport urbain bruxellois, avenue de Tervueren i Bryssel
- Musée des transports en commun de Wallonie, Liège
- Trammuseum Thuin, Thuin
- Trammuseum van Schepdaal, Schepdaal
- Vlaams Tram- en Autobusmuseum Berchem, Antwerpen
- Aisne Turistsporvej, Aisne
- Tram Han, Han-sur-Lesse – Han Caves, provinsen Namur

## Danmark
- Sporvejsmuseet Skjoldenæsholm, nära Ringsted

## Finland

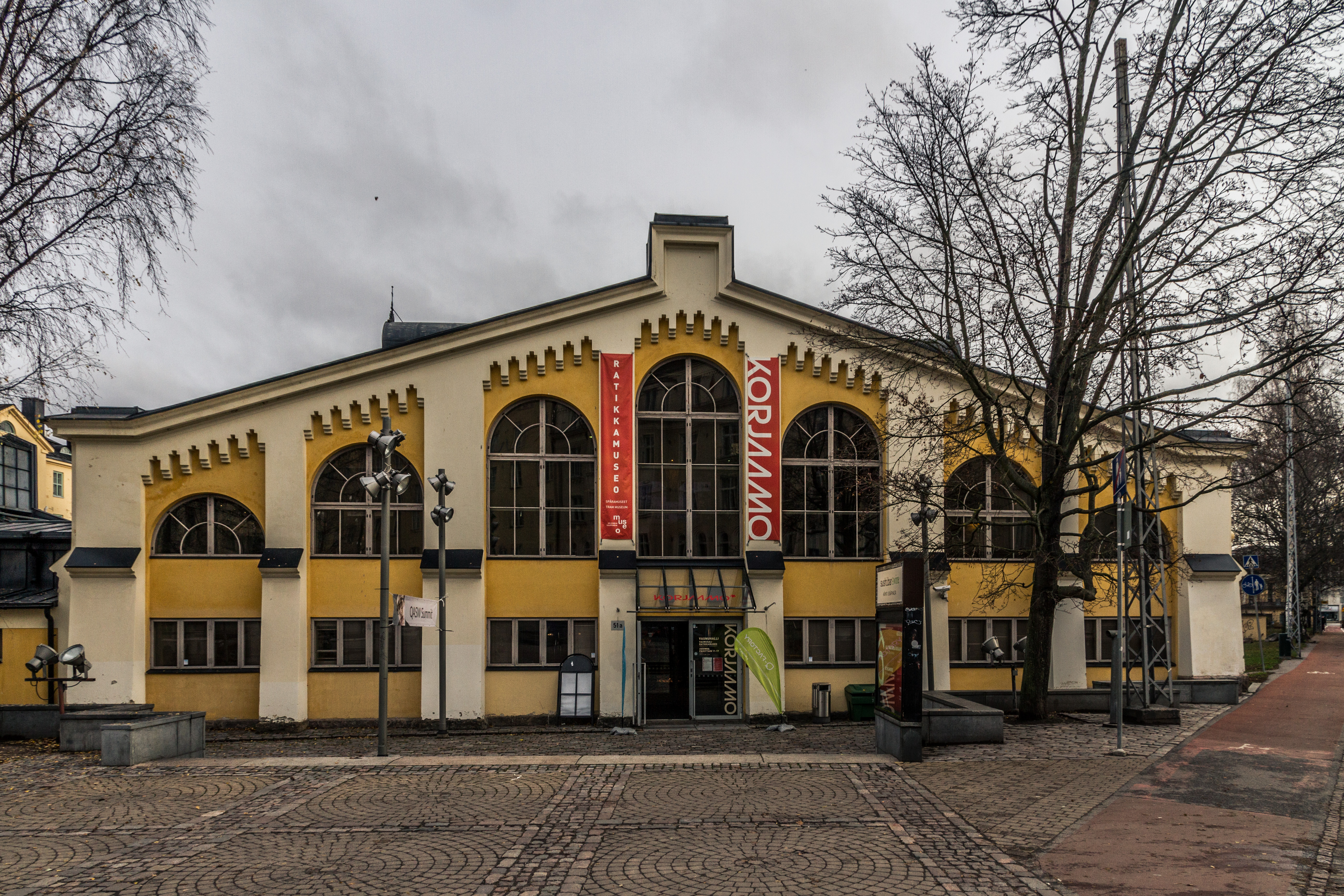
Spåramuseet, Helsingfors

- Spåramuseet, Helsingfors

## Irland
- National Transport Museum of Ireland, Howth

## Italien
- Porta San Paolo Railway Museum, Rom
- Trieste Campo Marzio Railway Museum, Trieste

## Kanada
- Halton County Radial Railway, Toronto

## Luxemburg

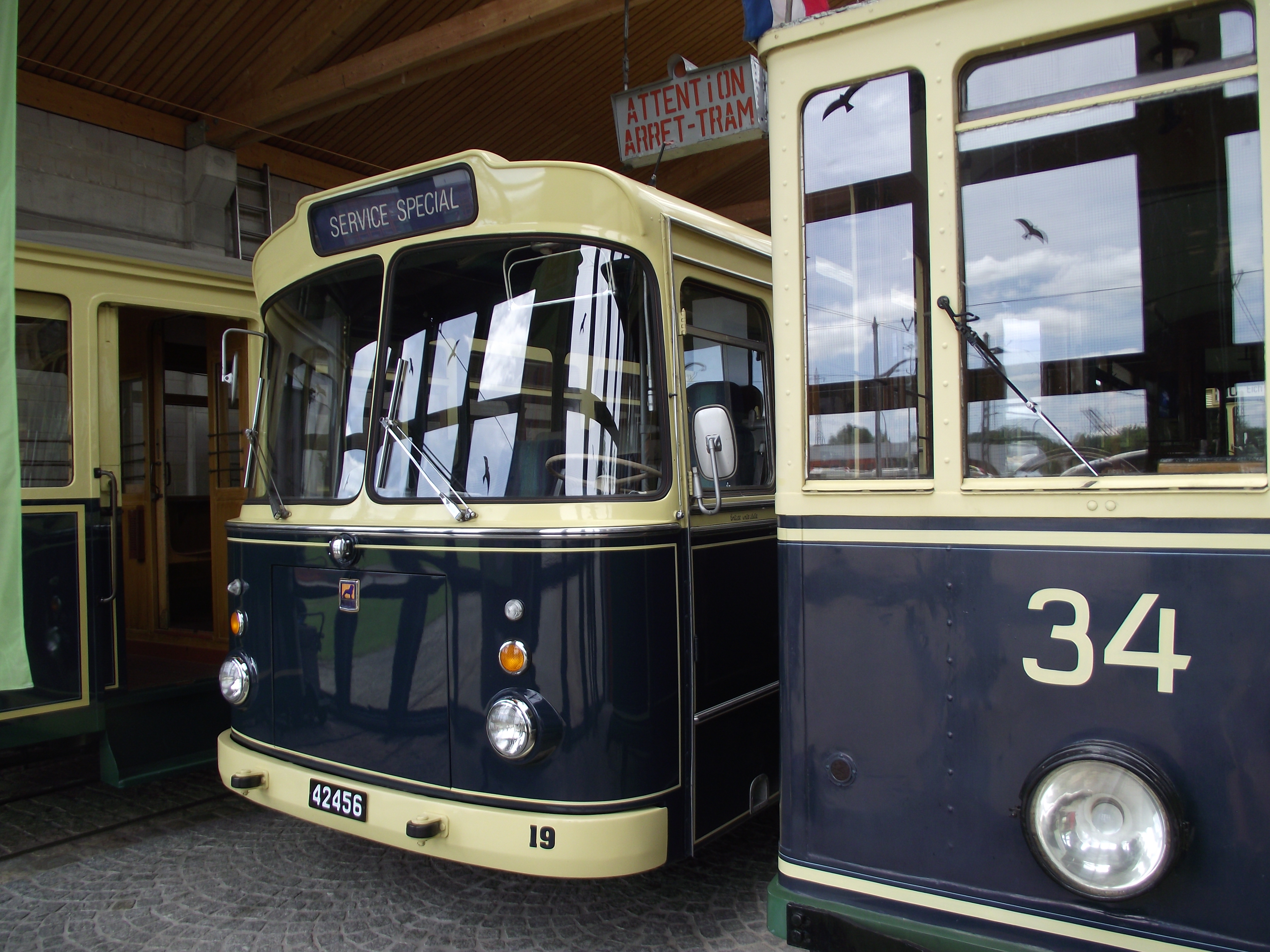
Luxemburgs spårvägsmuseum

- Luxemburgs spårvägsmuseum, Luxembourg City

## Nederländerna
- Electrische Museumtramlijn Amsterdam, Amsterdam
- Haags kollektivtrafikmuseum, Haag
- Nederländernas friluftsmuseums museispårväg, Nederländernas friluftsmuseum, Arnhem
- Nederländernas spårvägsmuseum, Weert
- NZH transportmuseum, Haarlem
- Rotterdams spårvägsmuseum, Rotterdam
- Stichts spårvägsmuseum, Utrecht

## Norge
- Sporveismuseet, Oslo

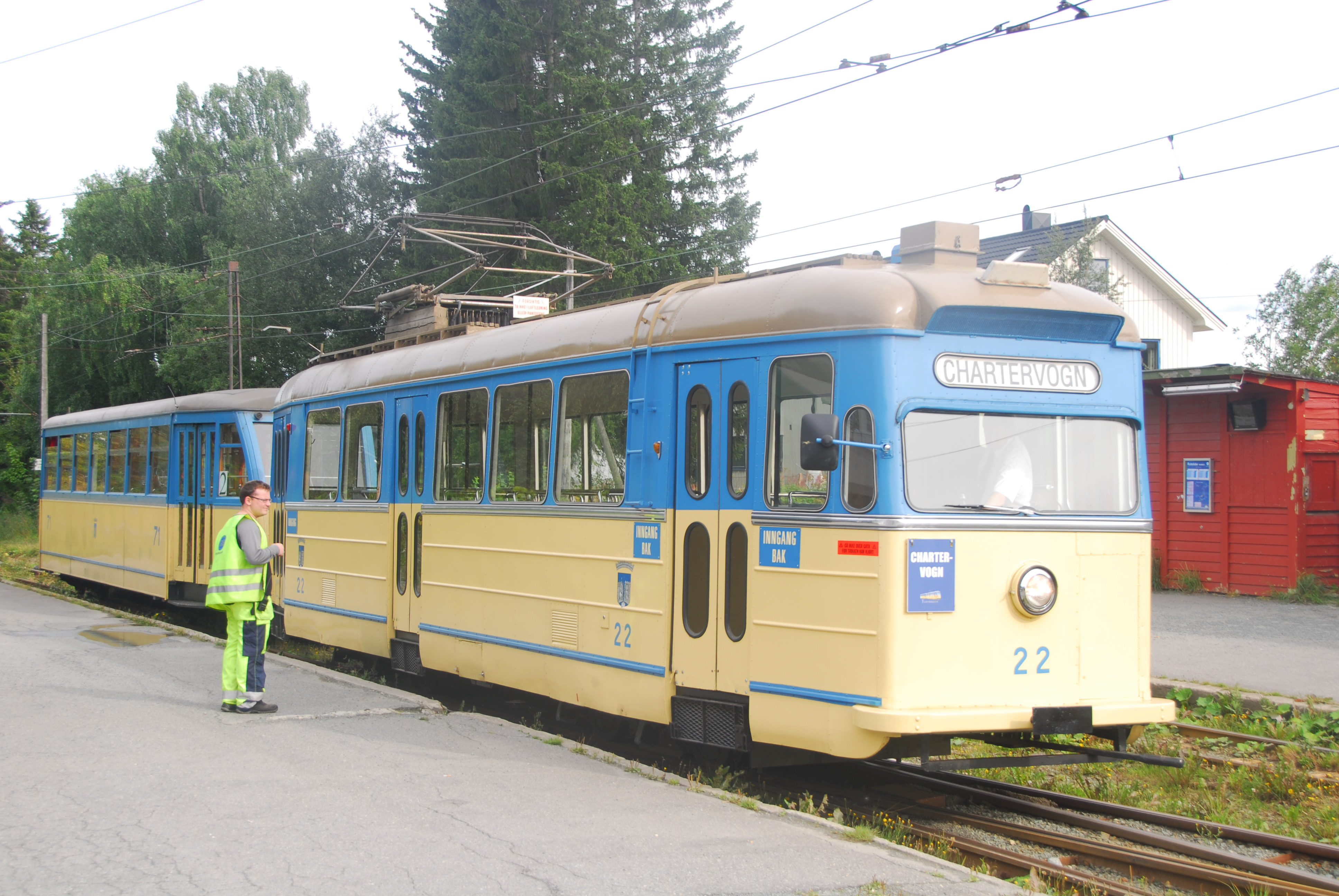
Sporveismuseet i Trondheim

- Sporveismuseet i Trondheim, Trondheim

## Nya Zeeland
- Wellington Tramway Museum, Kapiti Coast
- Ferrymead Heritage Park, Christchurch

## Portugal

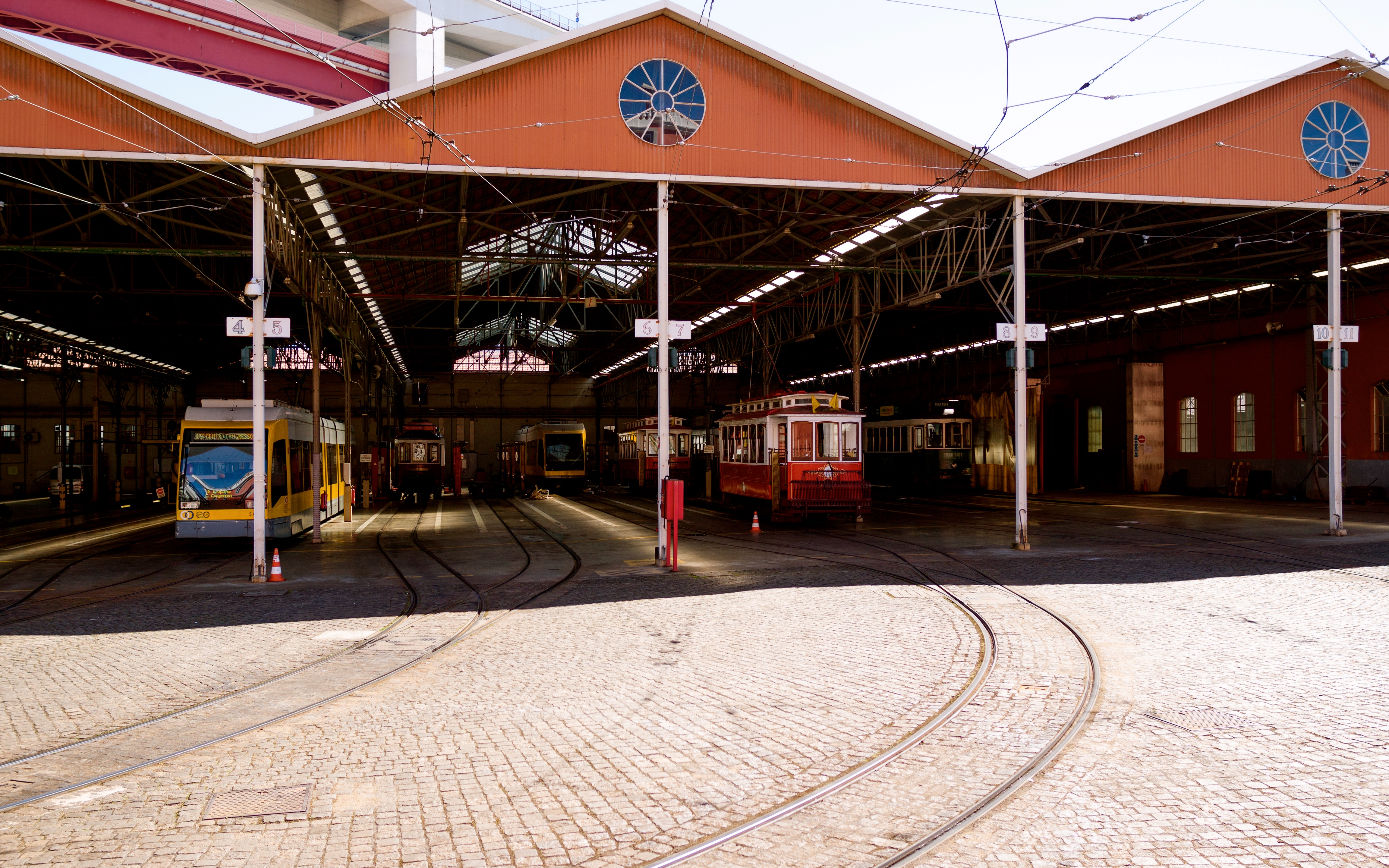
Museu da Carris, Lissabon

- Museu da Carris, Lissabon
- Museu do Carro Eléctrico, Porto

## Ryssland
- Museet för eldrivna transporter, Sankt Petersburg

## Schweiz
- Tram-Museum Bern, Bern
- Tram-Museum Zürich, Zürich

## Storbritannien

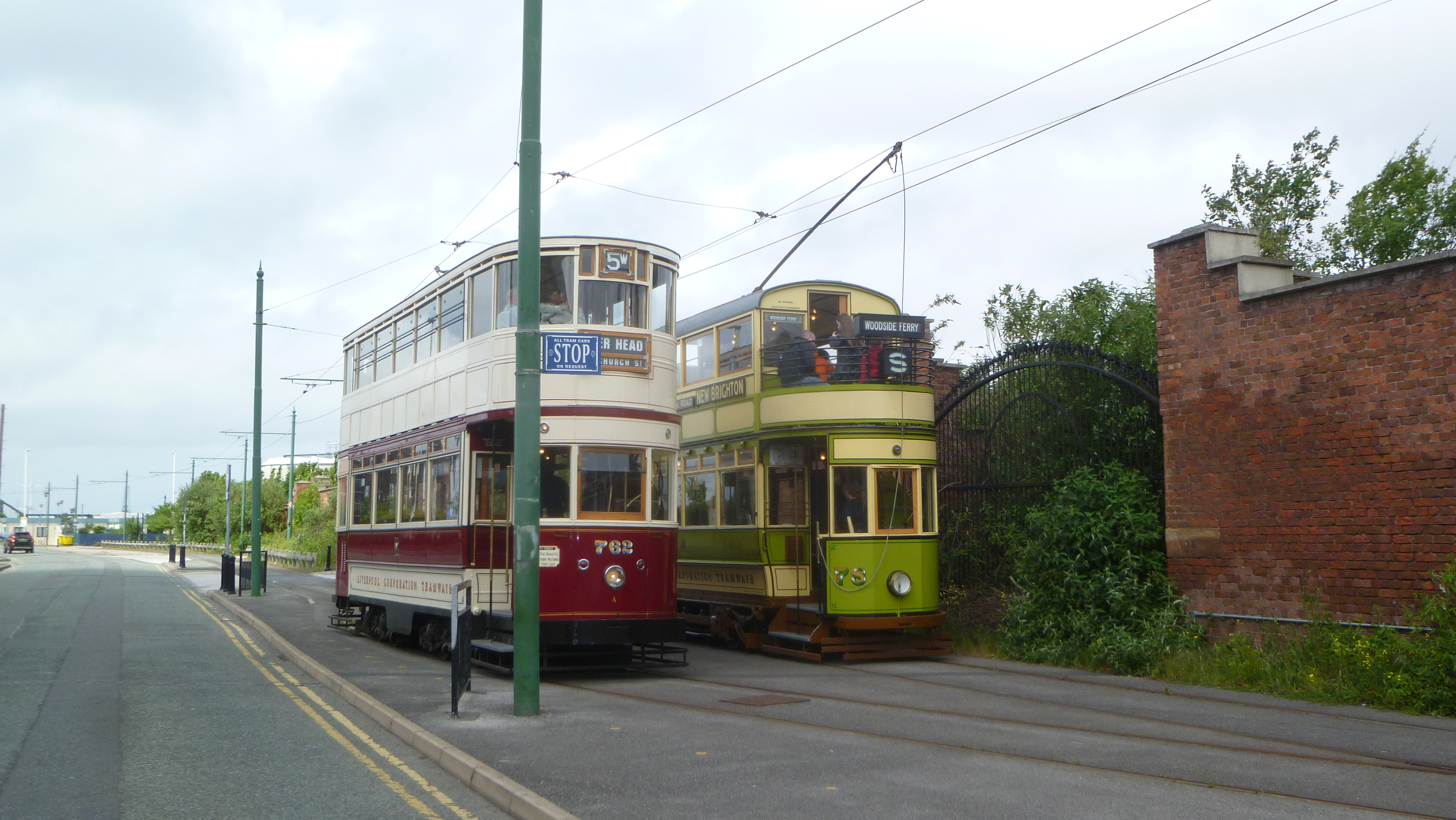
Två mötande Wirral Tramway-spårvagnar på hållplatsen Pacific Road

- East Anglia Transport Museum, Carlton Colville, Lowestoft, Suffolk
- Ipswich Transport Museum, Ipswich
- London Transport Museum, London
- National Tramway Museum, Crich, Derbyshire
- Wirral Tramway, Wirral

## Sverige
- Spårvägsmuseet, Stockholm
- Norrköpings spårvägsmuseum
- Göteborgs spårvägsmuseum

## Tjeckien
- Kollektivtrafikmuseet i Prag

## Tyskland
- Das Depot, Bremen

Strassenbahnmuseum Halle

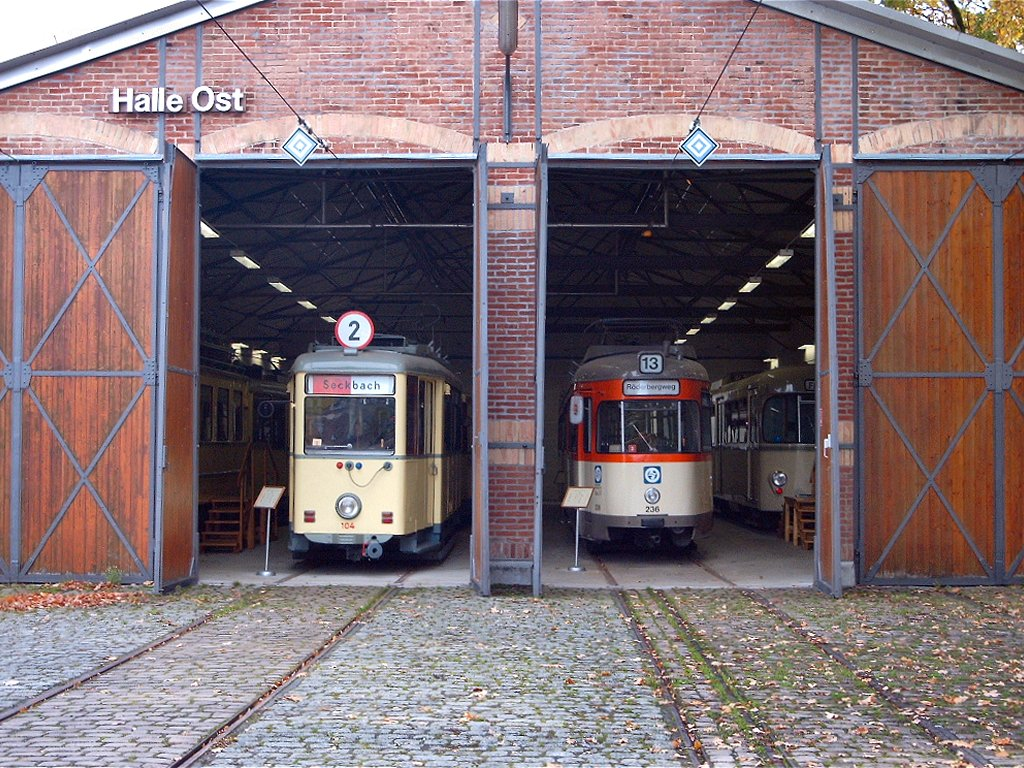
Verkehrsmuseum Frankfurt am Main

- Hannoversches Strassenbahn-Museum, Sehnde, Hannover
- Strassenbahnmuseum Kassel, Kassel
- Strassenbahnmuseum Darmstadt-Kranichstein, Darmstadt-Kranichstein
- Deutsches Pferdebahnmuseum Döbeln, Döbeln
- Strassenbahnmuseum Dresden, Dresden
- Verkehrsmuseum Frankfurt am Main, Frankfurt am Main
- Strassenbahnmuseum Halle, Halle
- Strassenbahn-Museum Thielenbruch, Thielenbruch, Köln
- Museumsdepot Sudenburg, Magdeburg
- MVG Museum, München
- Historisches Strassenbahndepot Nürnberg, Nürnberg
- Stuttgarter Historische Strassenbahnen, Stuttgart
- Bergische Strassenbahnmuseum, Wuppertal-Kohlfurth
- Verein Historische Strassenbahn, Köln

## USA

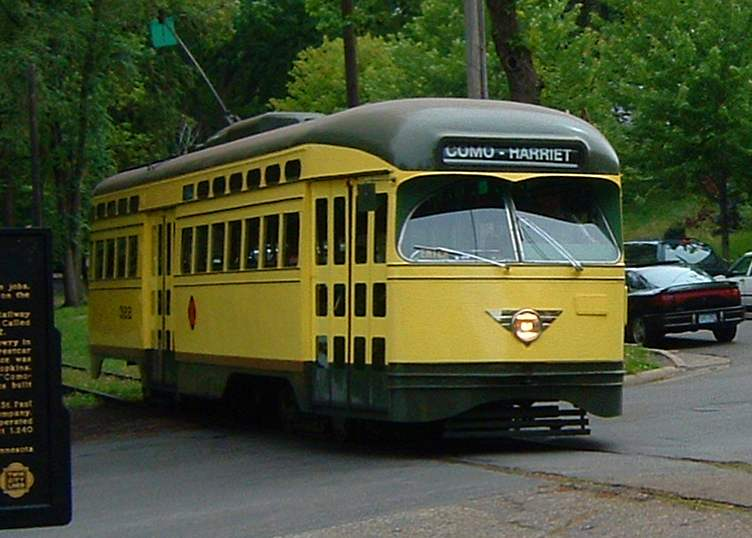
Spårvagn nr 322, PCC-spårvagn från Twin City Rapid Transit, på Minnesota Streetcar Museums Como-Harriet Streetcar Line

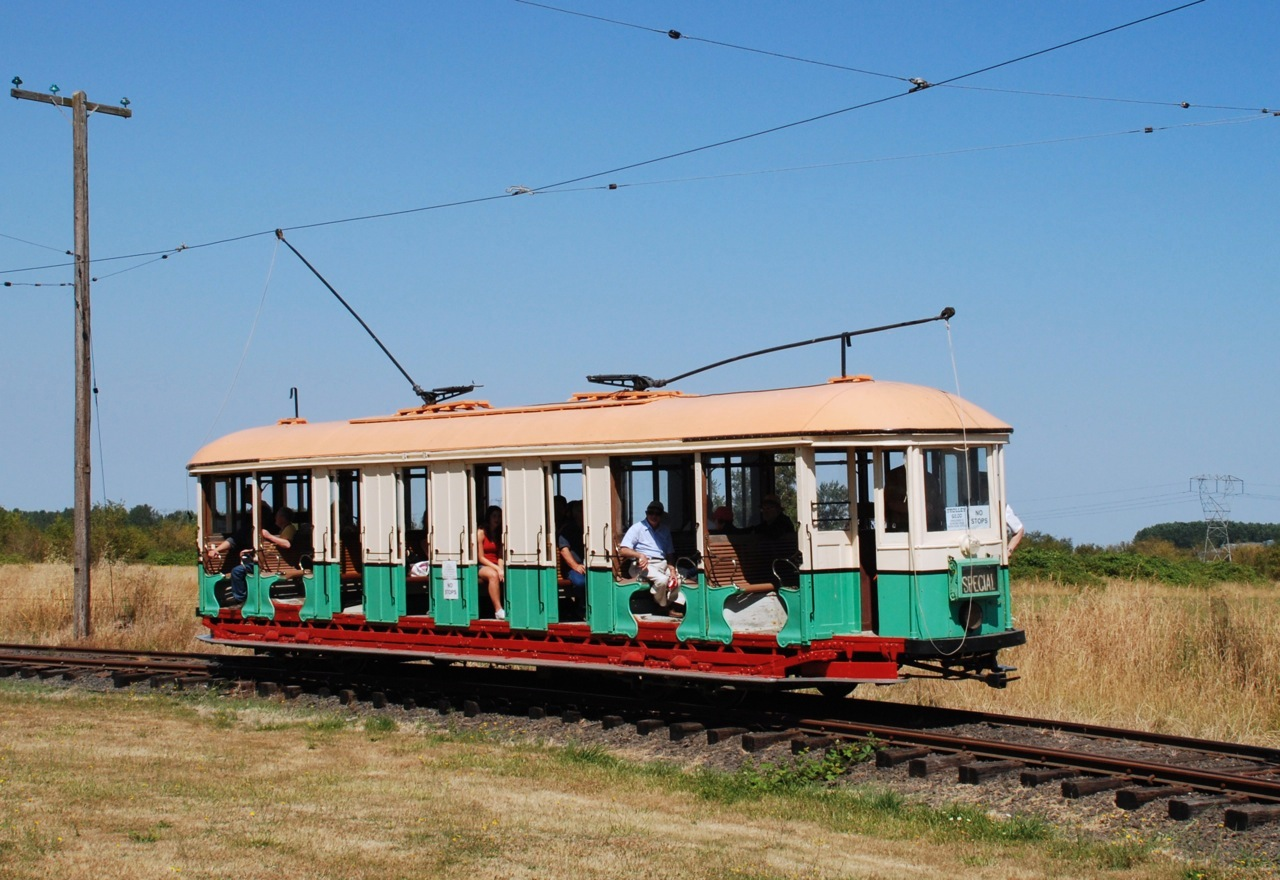
Spårvagn Sydney nr 1187 på Oregon Electric Railway Museum

- Connecticut Trolley Museum i East Windsor, Connecticut 41°55′53″N 72°35′41″V / 41.93139°N 72.59472°V
- Seashore Trolley Museum, Kennebunkport, Maine 43°24′33.6″N 70°29′22.78″V / 43.409333°N 70.4896611°V
- Shore Line Trolley Museum, New Haven, Connecticut
- Baltimore Streetcar Museum Maryland
- Rockhill Trolley Museum
- Fox River Trolley Museum, South Elgin, Illinois
- Phoenix Trolley Museum
- Fort Smith Trolley Museum, Arkansas
- Electric City Trolley Museum, Scranton, Pennsylvania
- Shelburne Falls Trolley Museum, Massachusetts
- National Capital Trolley Museum, Colesville, Maryland
- Pennsylvania Trolley Museum, Washington, Pennsylvania
- Fort Collins Municipal Railway, Colorado
- Denver Trolley Museum, Colorado
- Trolley Museum of Kingston
- Minnesota Streetcar Museum, Minnesota
- Como-Harriet Streetcar Line, Minnesota
- National Streetcar Museum, Lowell, Massachusetts
- San Francisco Railway Museum, Kalifornien
- San Francisco Cable Car Museum, Kalifornien
- East Troy Electric Railroad, Wisconsin
- Oregon Electric Railway Museum, Oregon
- Trolley Museum of New York,
- Yakima Electric Railway Museum, Yakima, Washington

## Österrike
- Tiroler Museumsbahnen, Innsbruck
- Tramway Museum Graz, Graz

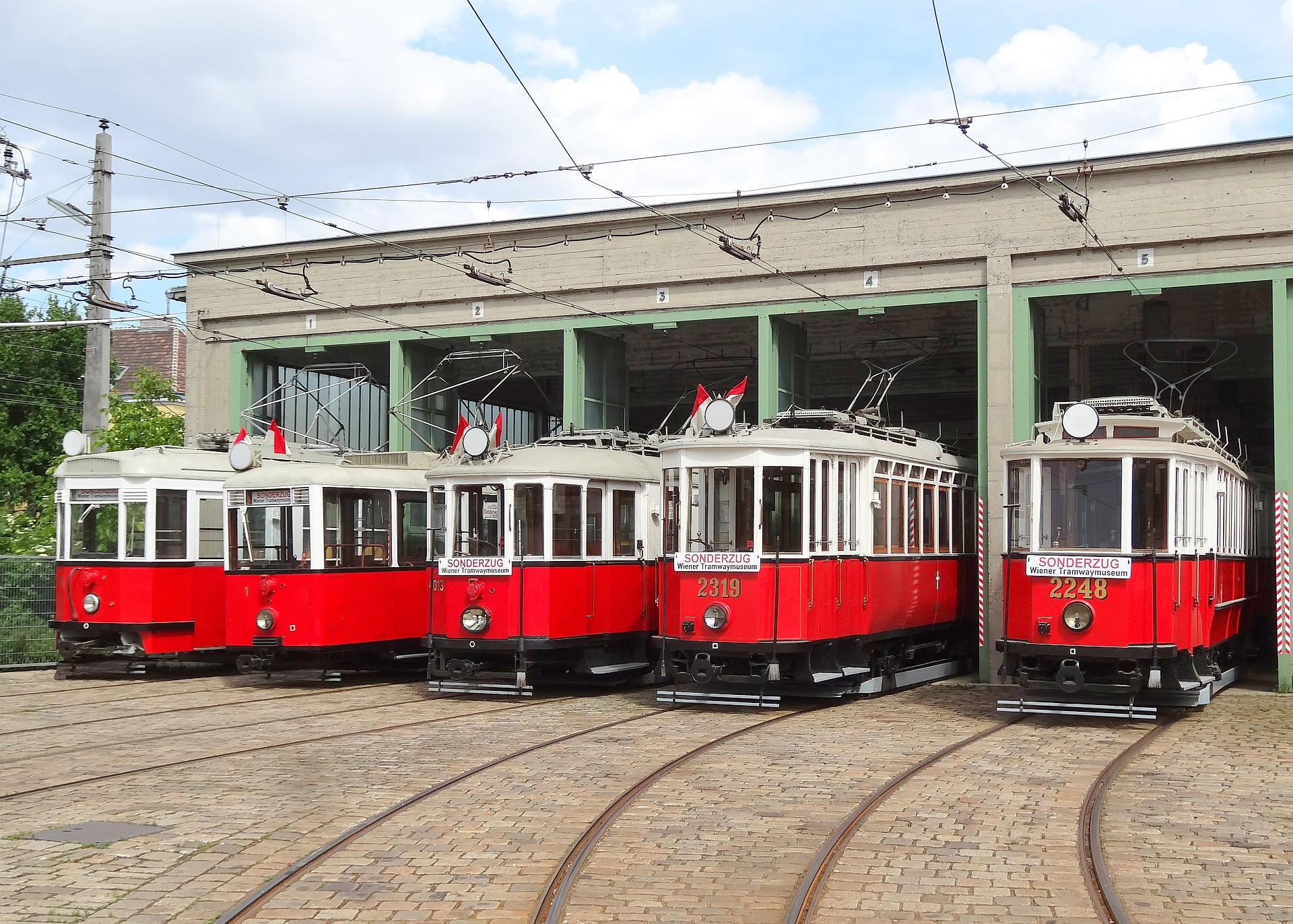
Wiener Tramwaymuseum

- Museumstramway Klagenfurt See, Klagenfurt
- Verkehrsmuseum Remise, Wien
- Wiener Tramwaymuseum, Wien